# Lucilia azurea
Lucilia azurea este o specie de muște din genul Lucilia, familia Calliphoridae. A fost descrisă pentru prima dată de Johann Wilhelm Meigen în anul 1838.
Este endemică în Franța. Conform Catalogue of Life specia Lucilia azurea nu are subspecii cunoscute.